# Obyčejný fašismus
Obyčejný fašismus (rusky Обыкновенный фашизм – Obyknovennyj fašizm) je sovětský dokumentární film režiséra Michaila Romma z roku 1965, který se především formou komentovaného sestřihu archivních filmů snaží popsat vzestup a pád fašismu zejména na příkladu nacistického Německa. V ruském originále namluvil komentář sám režisér.